# Ford Everest
Ford Everest (на індійському ринку відомий як Ford Endeavour) — є середньорозмірний рамний позашляховик (SUV) виробництва Ford Motor Company в Таїланді з 2003 року. Еверест це п'ятидверний універсал створений на основі Ford Ranger.

## Перше покоління (2003—2006)

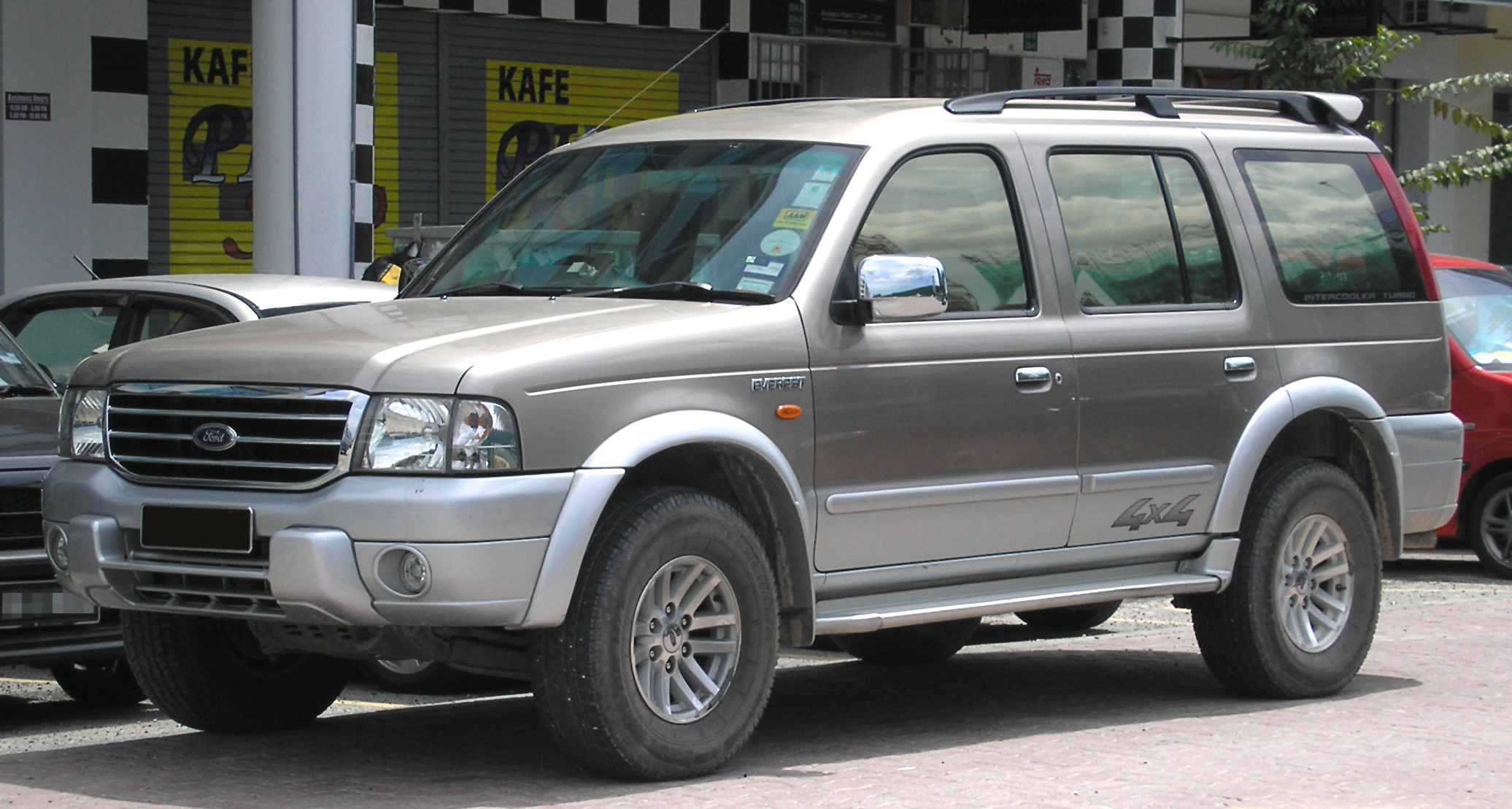
Ford Everest (2003—2006)

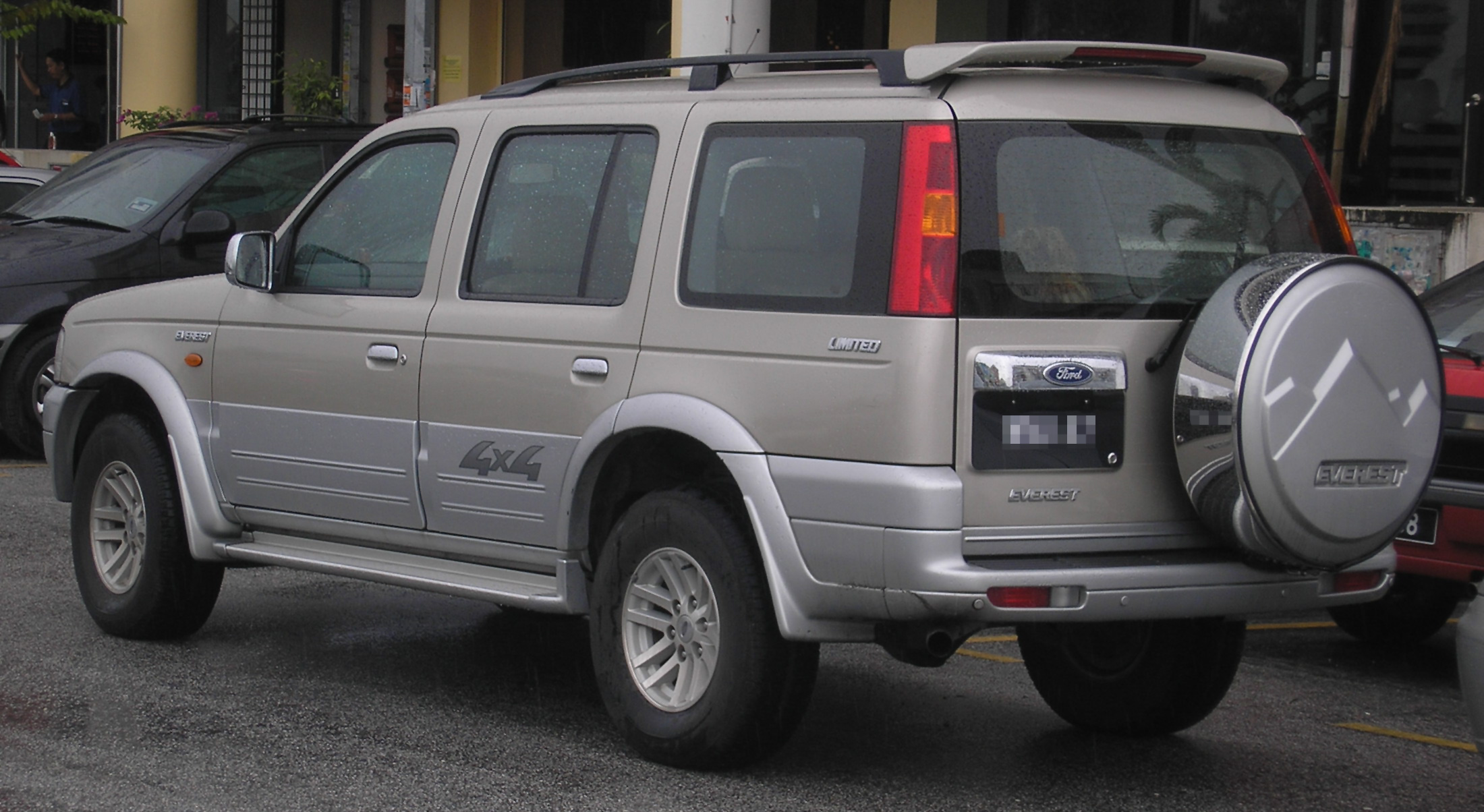
Ford Everest (2003—2006)

Перше покоління Everest виготовлялось в 2003—2006 роках: на основі базового Ford Ranger 1998—2006.
Позашляховик пропонували з 2,5-літровим 118-сильним дизельним двигуном Duratorq з турбонадувом, проміжним охолодженням і трьома клапанами на циліндр, з заднім або повним приводом типу Part-time з переднім мостом, що підключається і пониженим рядом передач.

### Двигуни
- 2.5 л WLT турбодизель, 118 к.с. 277 Нм
- 2.6 л G6E бензиновий, 121 к.с. 206 Нм

## Друге покоління (2009—2012)

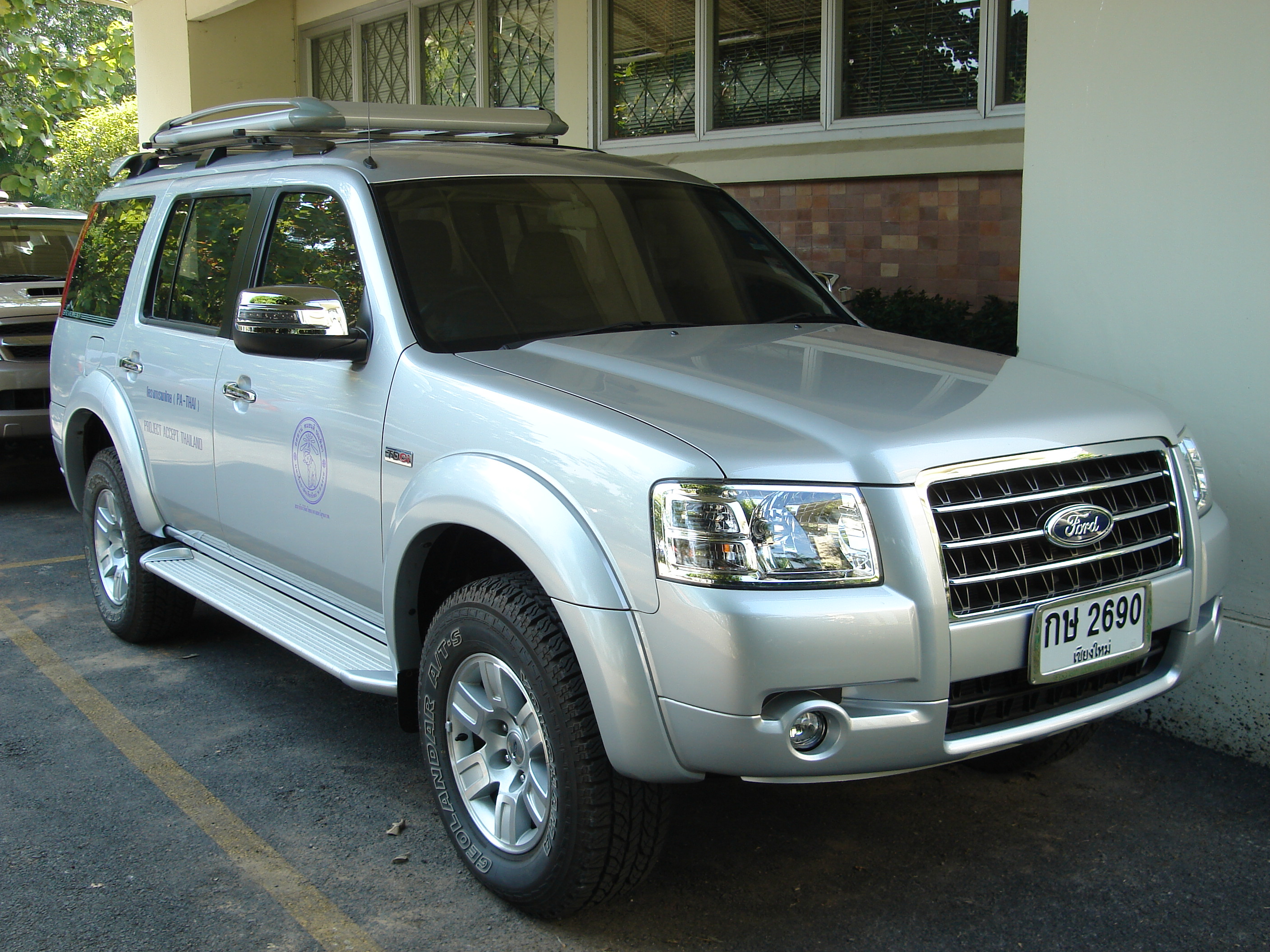
Ford Everest 2 (2006—2009)

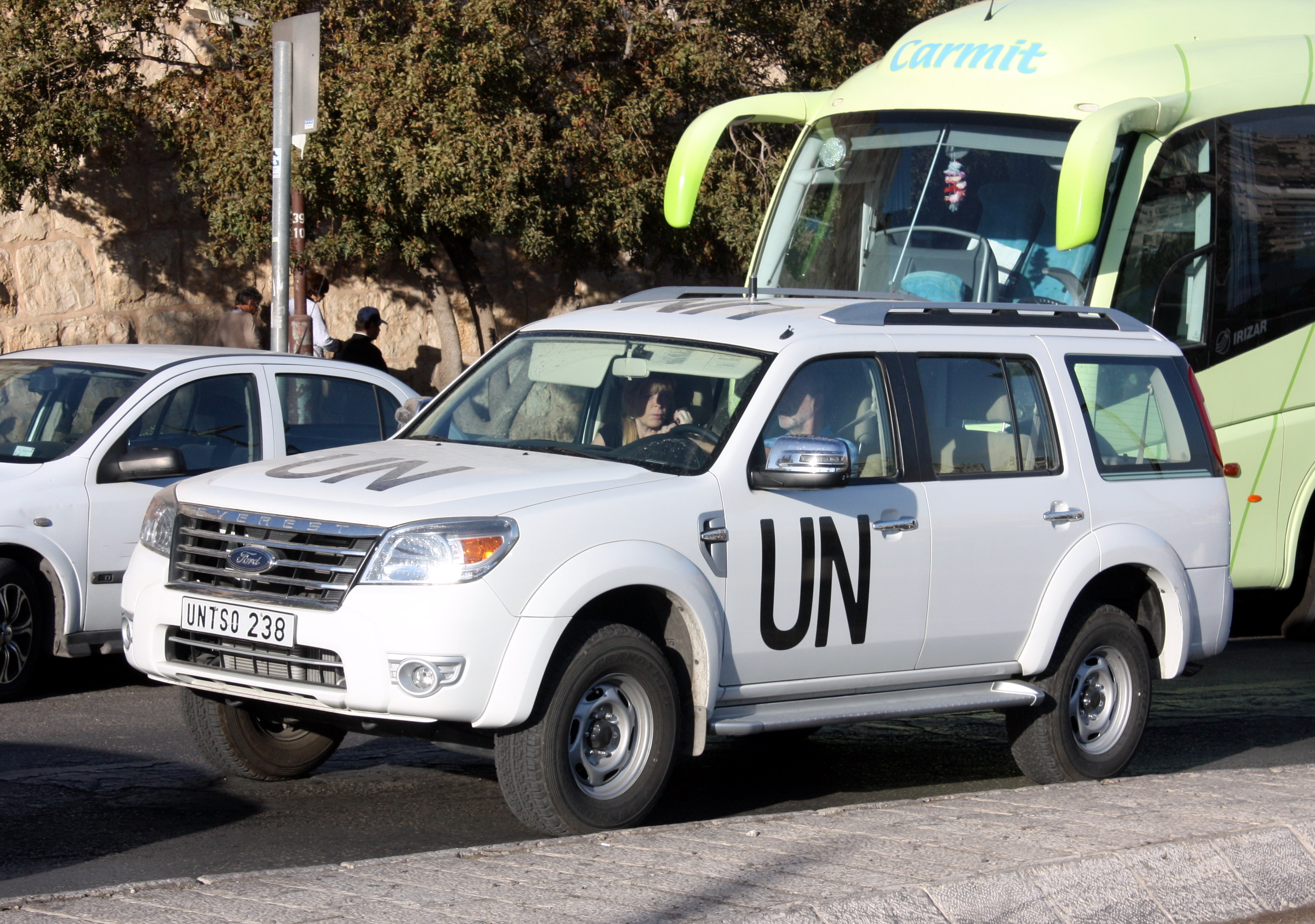
Ford Everest 2 (2009—2012)

В 2006 році дебютував Ford Everest другого покоління (U268), збудований на платформі Ford Ranger/Mazda BT-50, який дебютував на Міжнародному автосалоні у Бангкоку в березні того ж року.
У 2009 році відбувся рестайлінг Ranger, змінили зовнішній вигляд (фари, решітку радіатора, бампери тощо) та оснащення.
Обидва двигуни дизельні 4-циліндровий з змінною геометрією турбіни з системою Common Rail 2,5 л 143 к.с., максимальний крутний момент 330 Нм, 3,0 л 156 к.с., максимальний крутний момент — 380 Нм. Коробка передач 5-ступінчаста МКПП і 5-ступінчаста АКПП, привід задній FR або повний AWD Part-time.

### Двигуни
Дизельні
- 2.5 л MZR-CD Р4 Duratorq TDCi 143 к.с.
- 3.0 л MZR-CD Р4 Duratorq TDCi 156 к.с.

## Третє покоління (2015—2022)

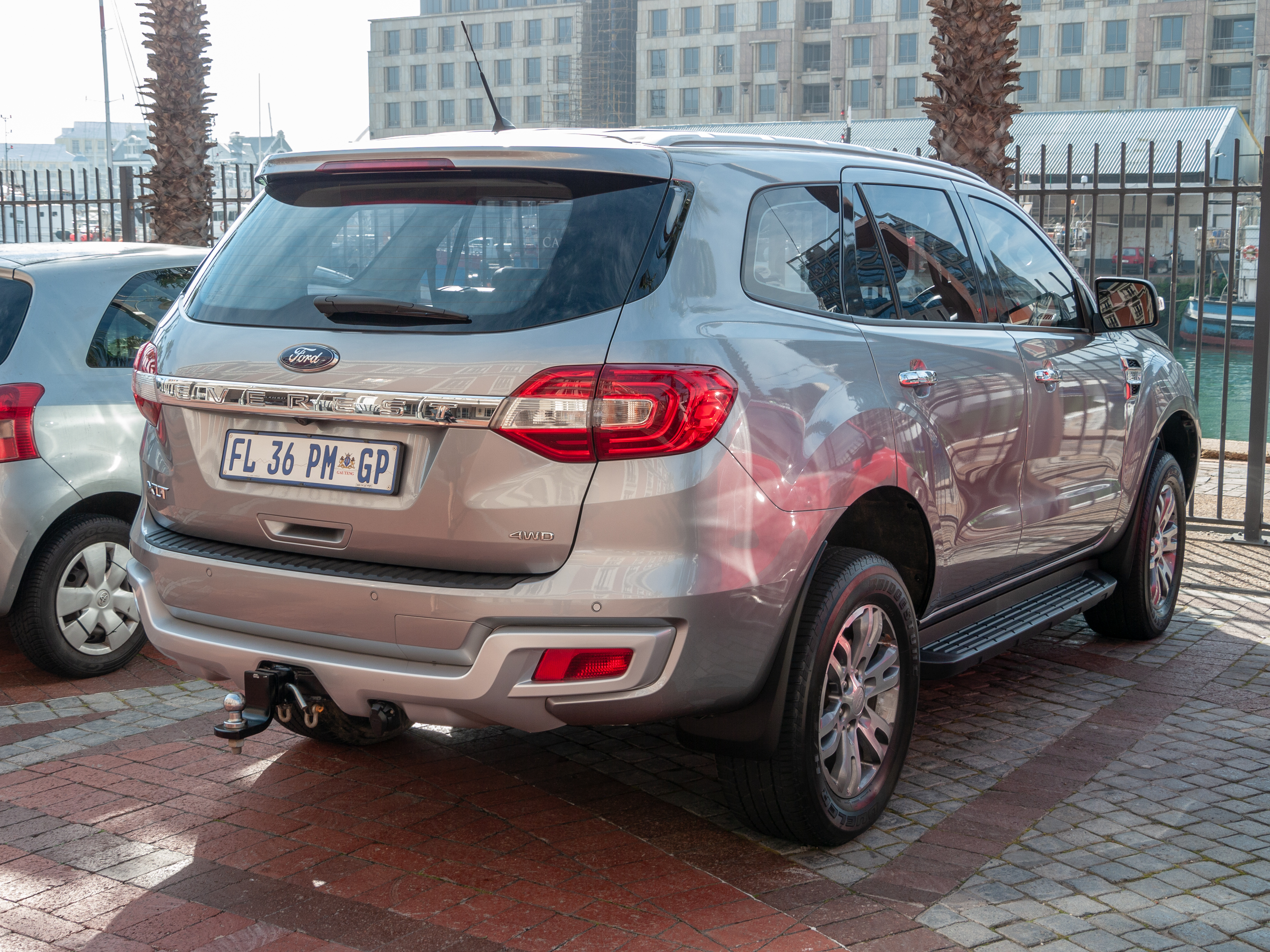
Ford Everest III

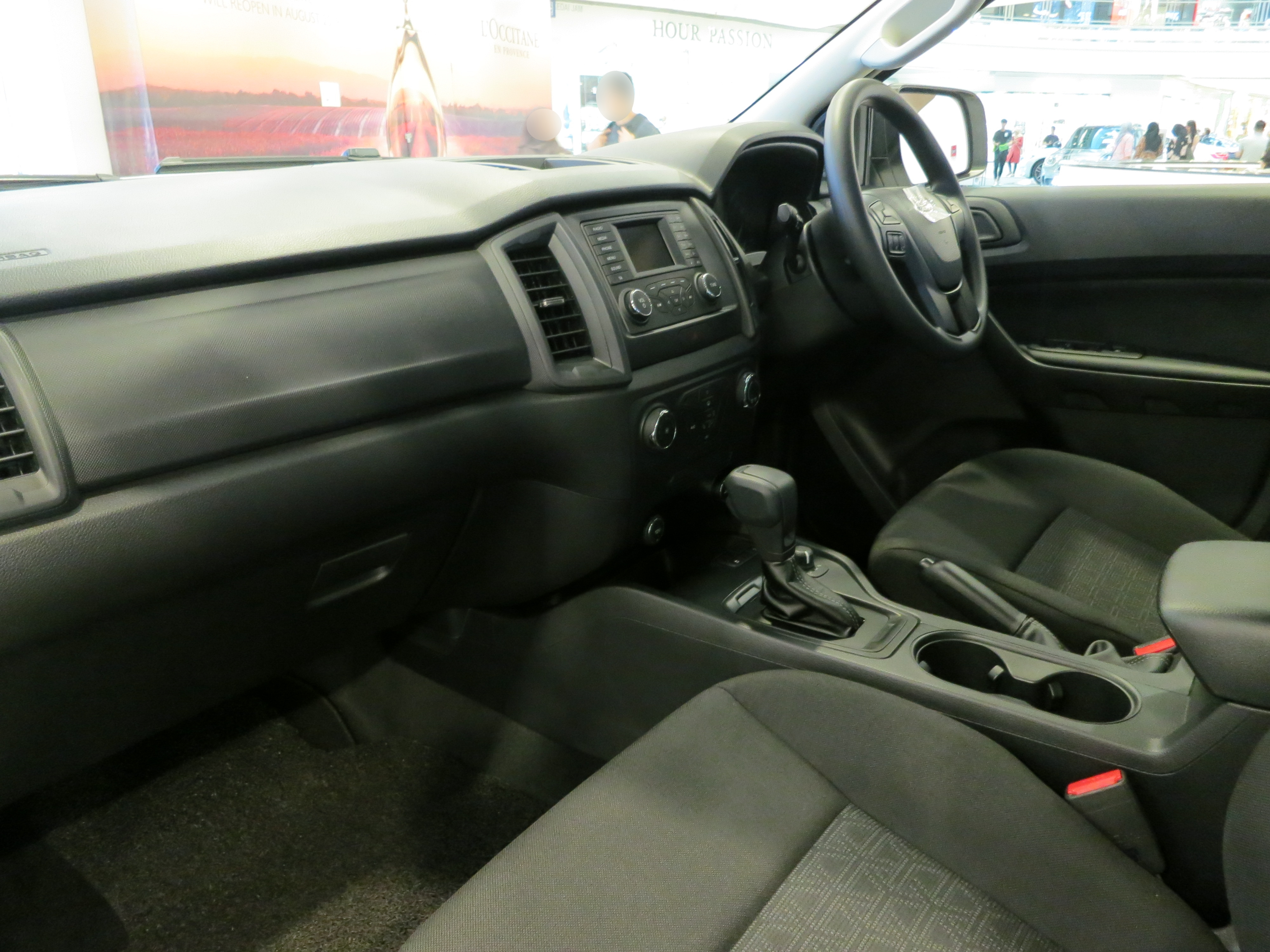

В 2015 році дебютувало третє покоління Ford Everest розроблене на основі базового Ford Ranger (T6).
Спеціалісти з Ford Asia Pacific за п'ять років побудували близько 200 екземплярів предсерійних моделей та проїхали близько одного мільйона км в різних експлуатаційних умовах.
Позашляховик має 6-ст. МКПП або 6-ст. АКПП, постійний повний привід з блокуваннями міжосьового і заднього міжколісного диференціалів, роздавальку коробку з пониженими передачами, комплекс Terrain Management System.
Передня підвіска — незалежна, типу McPherson, а ось ззаду — залежна ресорна з нерозрізним мостом і стабілізатором.
Граничний кут в'їзду — 29 градусів, з'їзду — 25 градусів. Еверест здатний долати броди глибиною до 800 мм. Обсяг багажника при складених задніх сидіннях становить аж 2010 л.
Салон автомобіля має 7 місць та 30 ящичків для різної дрібноти. Також автомобіль має цілий пакет систем безпеки Hill Start Assist, Hill Ascent & Descent & Curve Control, Lane Departure Warning, Lane Keeping Aid, Blind Spot Information System з Cross Traffic Alert, Adaptive Cruise Control, Roll Stability Control та ESP.
Автомобіль виготовляється в Таїланді і поставляється в Австралію, Південну Африку та деякі країни Азії.

### Двигуни
| Модель          | Рік виробництва | Об'єм двигуна / код       | Потужність, К. С./кВт | Крутний момент, при об/хв |
| Бензинові       | Бензинові       | Бензинові                 | Бензинові             | Бензинові                 |
| --------------- | --------------- | ------------------------- | --------------------- | ------------------------- |
| 2.0 EcoBoost Р4 | 2018-           | 2261 см3 Р4 EcoBoost      | 180 к.с. (132 кВт)    | 360 Нм                    |
| 2.3 EcoBoost Р4 | 2019-           | 2261 см3 Р4 EcoBoost      | 284 к.с. (209 кВт)    | 420 Нм                    |
| 2.5 Р4          | 2015-           | 2488 см3 Р4 Duratec       | 166 к.с. (122 кВт)    | 226 Нм                    |
| Дизельні        |                 |                           |                       |                           |
| 2.0 EcoBlue Р4  | 2019-           | см3 Р4 Duratorq TDCi      | 213 к.с. (157 кВт)    | 500 Нм                    |
| 2.2 TDCi Р4     | 2015-           | 2184 см3 Р4 Duratorq TDCi | 160 к.с. (118 кВт)    | 400 Нм                    |
| 3.2 TDCi Р5     | 2015-           | 3198 см3 Р5 Duratorq TDCi | 200 к.с. (147 кВт)    | 470 Нм                    |

## Четверте покоління (з 2022)

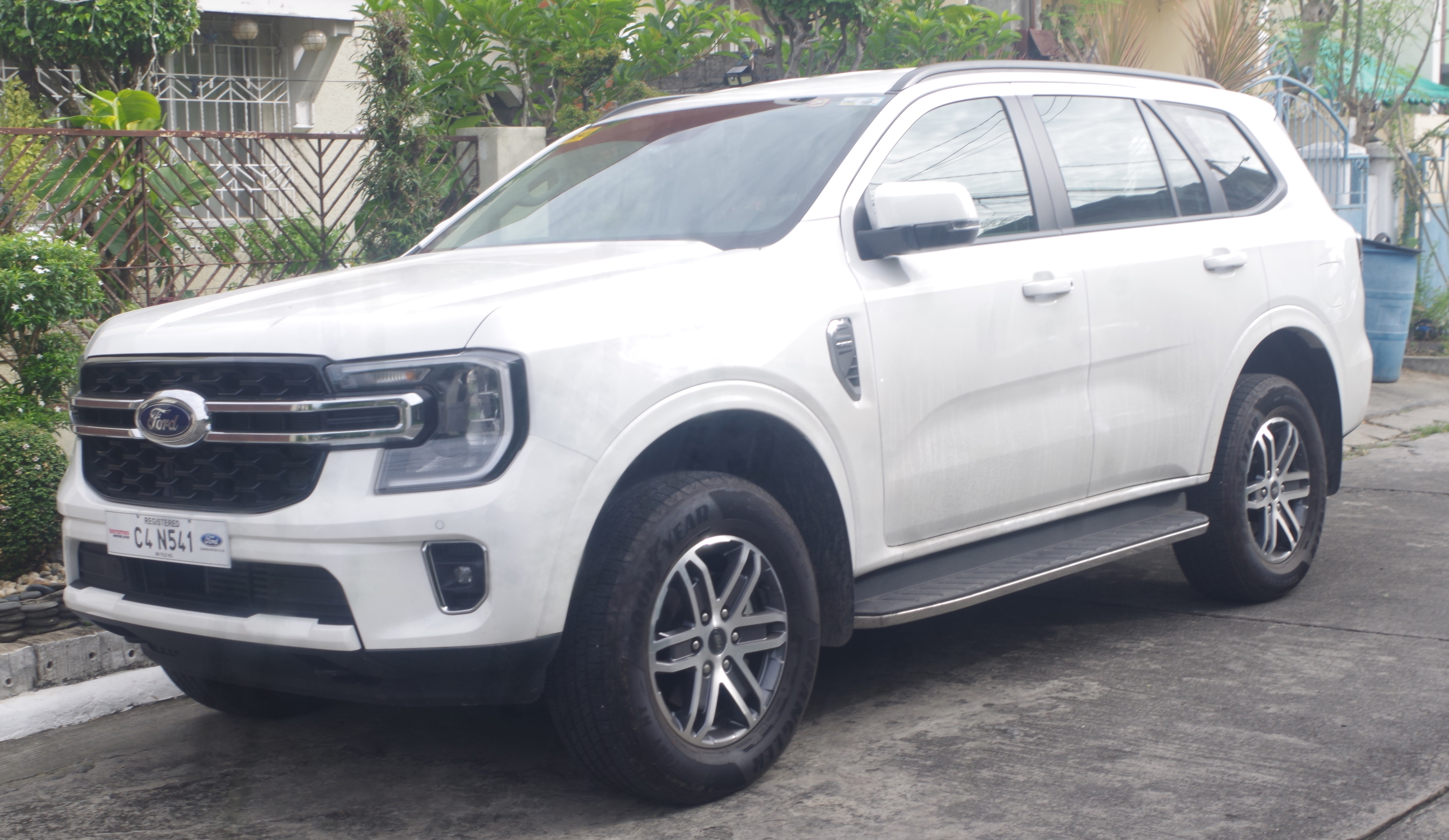
Ford Everest (U704)

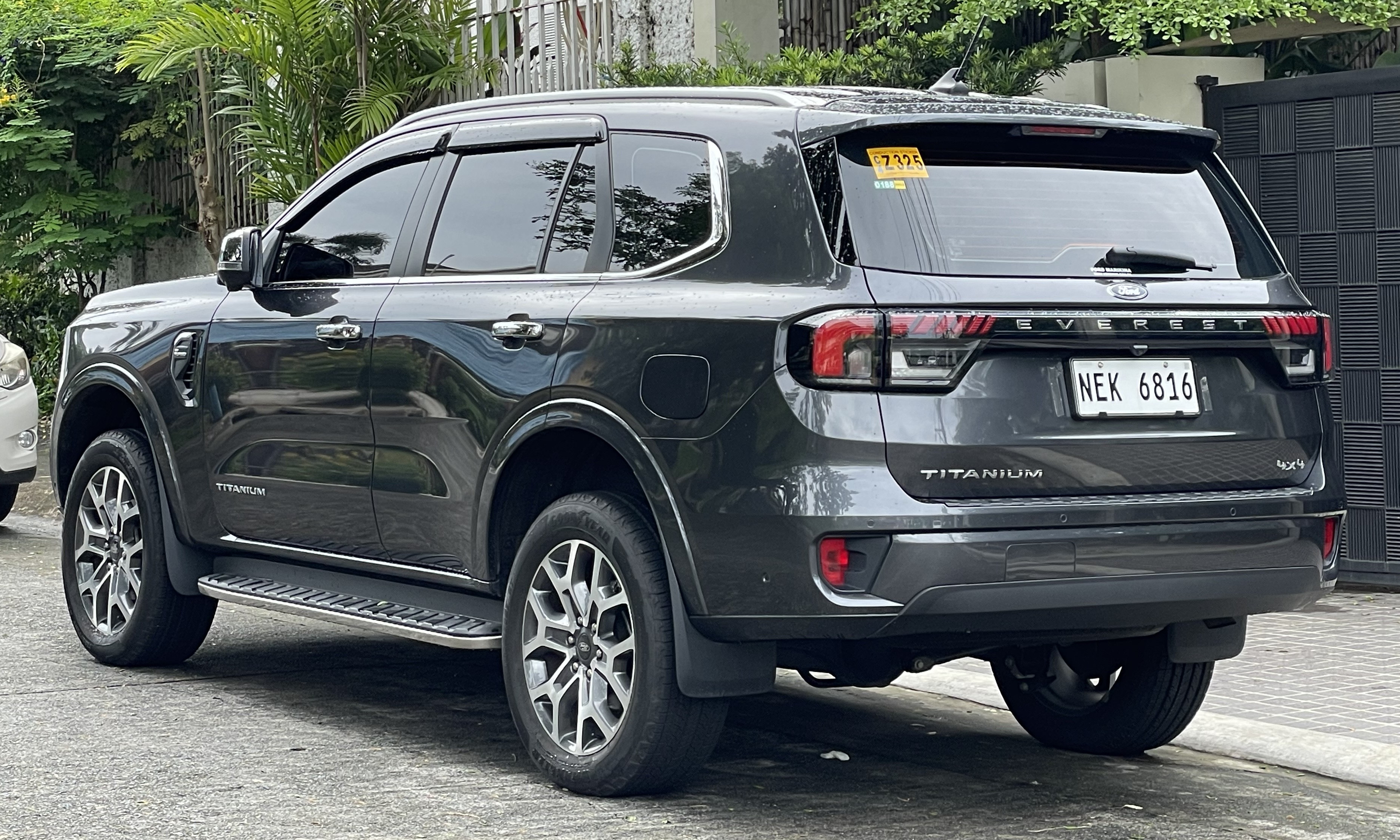

Еверест четвертого покоління був випущений у березні 2022 року. Модель з повним приводом буде доступна з 3,0-літровим турбодизельним V6 і зможе буксирувати причіп вантажопідйомністю 3500 кг.

### Двигуни
Бензинові:
- 2.3 L EcoBoost I4 turbo

Дизельні:
- 2.0 L EcoBlue I4 turbo
- 2.0 L EcoBlue I4 twin-turbo
- 3.0 L Power Stroke V6 turbo

## Машини на основі

### ACMAT VLTP-NP

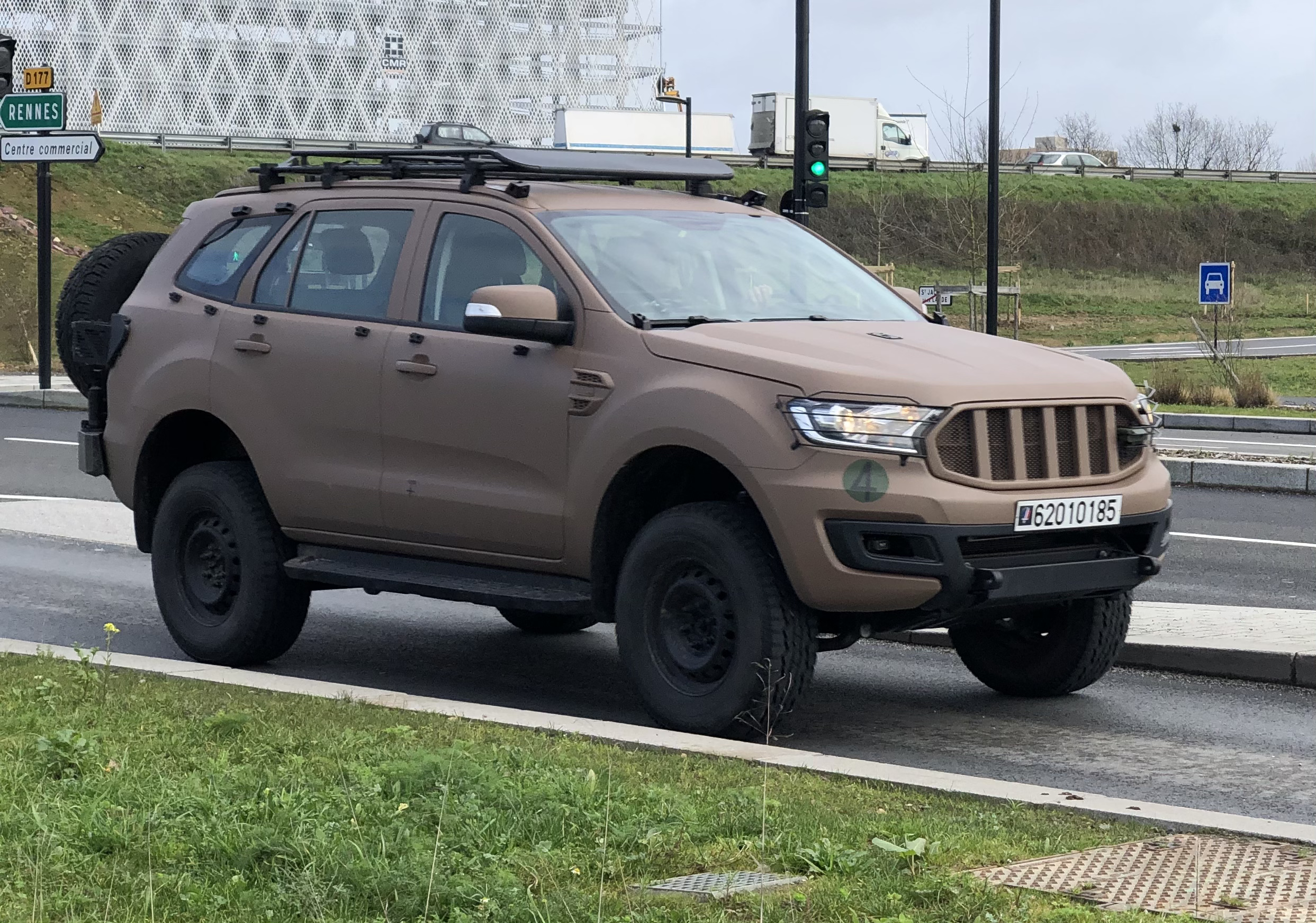
ACMAT VT4

У 2016 році міністерство оборони Франції вирішило замінити Peugeot P4 на неброньовані «тактичні» автомобілі з повним приводом ACMAT Light Tactical Vehicle Station Wagon (ALTV SW, фр. Vehicule Leger Tactique Polyvalent Non Protege). До 2020 року військові мають отримати 3700 машин сукупною вартістю €500 млн. Машина ACMAT VLTP-NP створена шляхом «мілітаризації» (шляхом встановлення підсиленої підвіски, іншого двигуна, тощо) цивільного позашляховика Ford Everest.